# Ángel Alcázar
Ángel Pérez Alcázar (Nava del Rey, Valladolid, 29 de mayo de 1955 - Madrid, 17 de abril de 2013) fue un actor español.

## Biografía
Estudió Arte Dramático en Madrid. Sus primeros pasos los dio con la "Formación Integral del Actor", en la Escuela de Teatro dirigida por Mela Pérez Forte -calle López de Hoyos- bajo la dirección de Ángel Ruggiero, con Agustín Bellus como preparador de expresión corporal, y Lidya Gorossito, especialista en ortofonía y dicción. La Sala Cadarso estrenó el 19 de abril de 1979 la representación de "¿Fuiste a ver a la abuela?", primer trabajo protagonista de Ángel Alcázar como miembro del grupo "Magerit" y primera puesta en escena en España del Maestro y Director de Teatro Ángel Ruggiero (con guion de Fermín Cabal y creación colectiva). Protagonizó diferentes obras de teatro, colaboró en el mundo del cortometraje y trabajó en algunas series de televisión.
Uno de sus papeles más memorables fue el personaje de "Pijoaparte", uno de los protagonistas de Últimas tardes con Teresa, dirigida por Gonzalo Herralde en 1984, y basada en la novela homónima del escritor barcelonés Juan Marsé.

## Obras

### Largometrajes
| Año  | Título                                          | Personaje                 | Dirección                |
| ---- | ----------------------------------------------- | ------------------------- | ------------------------ |
| 2009 | Malamuerte                                      | El Rubio                  | Vicente Pérez Herrero    |
| 2006 | La distancia                                    | Promotor                  | Iñaki Dorronsoro         |
| 2006 | Volando voy                                     | Hermano de Indio          | Miguel Albaladejo        |
| 2005 | Vida y color                                    | Javi adulto               | Santiago Tabernero       |
| 2005 | R 2 y el caso del cadáver sin cabeza            | Agente Camilo             | Álvaro Sáenz de Heredia  |
| 2004 | Incautos                                        | Amigo de Rafael 1         | Miguel Bardem            |
| 2002 | Bestiario                                       | Arnaldo                   | Vicente Pérez            |
| 2002 | Rencor                                          | Rubén                     | Miguel Albaladejo        |
| 2001 | Sin noticias de Dios                            | Encargado de supermercado | Agustín Díaz Yanes       |
| 2001 | El cielo abierto                                |                           | Miguel Albaladejo        |
| 2000 | Adiós con el corazón                            | Gorila 1 - Policía        | José Luis García Sánchez |
| 1999 | No respires, el amor está en el aire            | Bernardo                  | Joan Potau               |
| 1997 | Amor de hombre                                  | Tony                      | Yolanda García Serrano   |
| 1997 | Corazón loco                                    | Luis                      | Antonio del Real         |
| 1996 | Zapico                                          | Agente                    | Rafael Bernases          |
| 1996 | La vida privada                                 | Hombre                    | Vicente Pérez Herrero    |
| 1995 | Boca a boca                                     |                           | Manuel Gómez Pereira     |
| 1995 | Nadie hablará de nosotras cuando hayamos muerto | Juan                      | Agustín Díaz Yanes       |
| 1993 | Supernova                                       | Hugo                      | Juan Miñón               |
| 1985 | Futuro imperfecto                               | Luis                      | Nino Quevedo             |
| 1984 | Un par de huevos                                | David                     | Francesc Bellmunt        |
| 1984 | Últimas tardes con Teresa                       | Manolo                    | Gonzalo Herralde         |
| 1983 | Truhanes                                        | Macarra                   | Miguel Hermoso           |
| 1983 | Adán y Eva, la primera historia de amor         | Bearkiller                | John Wilder              |
| 1982 | Laberinto de pasiones                           | Eusebio                   | Pedro Almodóvar          |
| 1982 | Tac tac                                         | Ángel                     | Luis Alcoriza            |
| 1980 | Chocolate                                       | El Muertes                | Gil Carretero            |
| 1980 | Crónicas de bromuro                             | Carlos                    | José Luis Porto          |
| 1979 | Paco, el seguro                                 | El sobrino                | Didier Haudepin          |
| 1978 | La ocasión                                      | Hippy                     | J. R. Larraz             |

### Teatro
- “Lobas y zorras”, de Francisco Nieva y dirigido por Juanjo Granda.
- “El rufián en la escalera”, de Joe Orton y dirigido por Cristina Rota.
- “Los emigrados”, de Eslavomir Mrjezk y dirigido por Víctor Contreras.
- “En la corteza de un árbol”, de Ana Diosdado y dirigida por Víctor Contreras.
- “Estrellas en la madrugada”, de Alexander Galin y dirigido por Ángel Ruggiero.
- “Caballitos del diablo”, de Fermín Cabal y dirigido por Ángel Ruggiero.
- “Cielo sobre cielo”, dirigido por Ángel Ruggiero.
- “¿Fuiste a ver a la abuela?”, de Fermín Cabal y dirigido por Ángel Ruggiero.

### Televisión
- "Círculo Rojo", serie para Antena 3 TV
- “Hospital Central”, serie para Tele 5.
- “Al salir de clase”, serie para Tele 5.
- “El Comisario”, serie para Tele 5.
- “Un paso adelante”, serie para Antena 3 TV.
- “Policías”, serie para Antena 3 TV.
- “Antivicio”. serie para Antena 3 TV.
- “Calle nueva”, serie para TVE.
- “¡Ay Señor, Señor!”, serie para Antena 3 TV.
- “Truhanes”, serie dirigida por Miguel Hermoso, para Tele 5.
- “Canguros”, serie dirigida por Pepe Ganga, para Antena 3 TV.
- “Lleno, por favor”, serie dirigida por Vicente Escrivá, para Antena 3 TV.
- “Taller Mecánico”, serie dirigida por Mariano Ozores, para TVE.
- “Estress”, programa para TVE.
- “El gorila”, serie para Canal Sur.
- "Cuéntame cómo pasó", serie para TVE
- “Turno de oficio”, serie dirigida por dirigida por Manuel Matji, para TVE.
- “Amores difíciles”, serie dirigida por Jaime Chávarri.
- “Cuentos de Borges (La intrusa)”, serie dirigida por Jaime Chávarri, para TVE.
- “Las pícaras”, serie para TVE.
- “Clase media”, serie dirigida por Vicente Amadeo, para TVE.
- “La verdad, no me puedo quejar”, dirigida por Pedro Almodóvar, para TVE.
- “Los desastres de la guerra”, serie dirigida por Mario Camus, para TVE.
- “Brigada central”, serie dirigida por Pedro Masó, para TVE.
- “Anillos de oro”, serie producida por Pedro Masó, para TVE.